# Чизборо, Чандра
Чандра Чизборо (англ. Chandra Danette Cheeseborough (-Shellman, -Guice); род. 10 января 1959, Джексонвилл, Флорида, США) — американская легкоатлетка (бег на короткие дистанции), чемпионка Панамериканских игр, чемпионка и призёр летних Олимпийских игр 1984 года в Лос-Анджелесе, участница двух Олимпиад, олимпийская рекордсменка.

## Карьера
На летних Олимпийских играх в Монреале Чизборо выступала в беге на 100 и 200 метров и эстафете 4×100 метров. В коротком спринте она заняла 6-е место с результатом 11,31 с. На дистанции 200 метров американка преодолела дистанцию за 23,20 с и выбыла из борьбы на полуфинальной стадии. В эстафете команда США заняла 7-е место.
Чизборо прошла отборочные соревнования на летние Олимпийские игры 1980 года в Москве, но из-за бойкота этих Игр США, не смогла принять в них участие. В числе других 460 американских спортсменов, лишённых возможности участия в московской Олимпиаде, она была награждена Золотой медалью Конгресса США.
На домашней летней Олимпиаде в Лос-Анджелесе Чизборо выступала в беге на 400 метров и эстафетах 4×100 метров и 4×400 метров. В гладком беге она завоевала серебряную медаль (49,05 с), уступив золото своей соотечественнице Валери Бриско-Хукс (48,93 с — олимпийский рекорд) и опередив бронзовую призёрку, представительницу Великобритании Кэтрин Кук (49,43 с). В короткой эстафете команда США (Элис Браун, Джанет Болден, Чандра Чизборо, Эвелин Эшфорд), за которую Чизборо бежала на третьем этапе, стала олимпийской чемпионкой (41,65 с), опередив команды Канады (42,77 с) и Великобритании (43,11 с). В длинной эстафете американки (Шерри Ховард, Валери Бриско-Хукс, Чандра Чизборо, Лили Литервуд) завоевали золотые медали и установили олимпийский рекорд (3:18,29 с). Серебряные и бронзовые медали поделили команды Канады (3:21,21 с) и ФРГ (3:22,98 с) соответственно.
После оставления большого спорта Чизборо работала тренером в своей альма-матер — Университете штата Теннесси. Чизборо была тренером команды США на летних Олимпийских играх 2008 года в Пекине.